# Lee Purcell
Lee Purcell, nata Lee Jeune Williams (Havelock, 15 giugno 1947), è un'attrice statunitense.

## Biografia
Lee Jeune Williams nacque in una base aerea militare in Carolina del Nord, dove suo padre prestava servizio come marine nello United States Marine Corps. L'uomo, il maggiore Frank D. Williams Jr., restò ucciso nello svolgimento della sua attività quando Lee aveva appena due mesi. La madre, Ollie Lee McKnight, sposò in seconde nozze il dottor Donald I. "Don" Purcell, un medico militare che lavorava con i marines.
Lee Purcell frequentò lo Stephens College studiando teatro e danza, fin quando non venne espulsa. Nel 1967 si trasferì in California, dove perseguì l'obiettivo di studiare recitazione e cominciò a lavorare per alcuni spot pubblicitari.
Nel 1969, venne scelta personalmente da Steve McQueen, che in quel periodo stava producendo il film Adam at Six A.M., come protagonista femminile della pellicola al fianco di Michael Douglas. Alla domanda diretta sul motivo che avesse portato a scegliere Lee Purcell rispetto ad altre cinquecento candidate per il ruolo, McQueen rispose "Non è stato facile. Abbiamo continuato a restringere il campo per settimane, fino a quando non si è trattato di fare degli screen test a sei di loro. Erano tutte brave, ma Lee sembrava saltare fuori dallo schermo".
Da quel momento, Lee Purcell prese parte a diversi film e produzioni televisive per tutto il corso degli anni settanta. Dal 1983 la sua carriera cinematografica subì una battuta d'arresto e i suoi lavori sul grande schermo si diradarono. Continuò ad essere attiva in televisione soprattutto negli anni ottanta e novanta.
Fu candidata due volte al Premio Emmy: nel 1991 come migliore attrice protagonista in una miniserie o film televisivo e nel 1994 come migliore attrice non protagonista in una miniserie o film televisivo.
Sposatasi quattro volte, è membro di Scientology.

## Filmografia

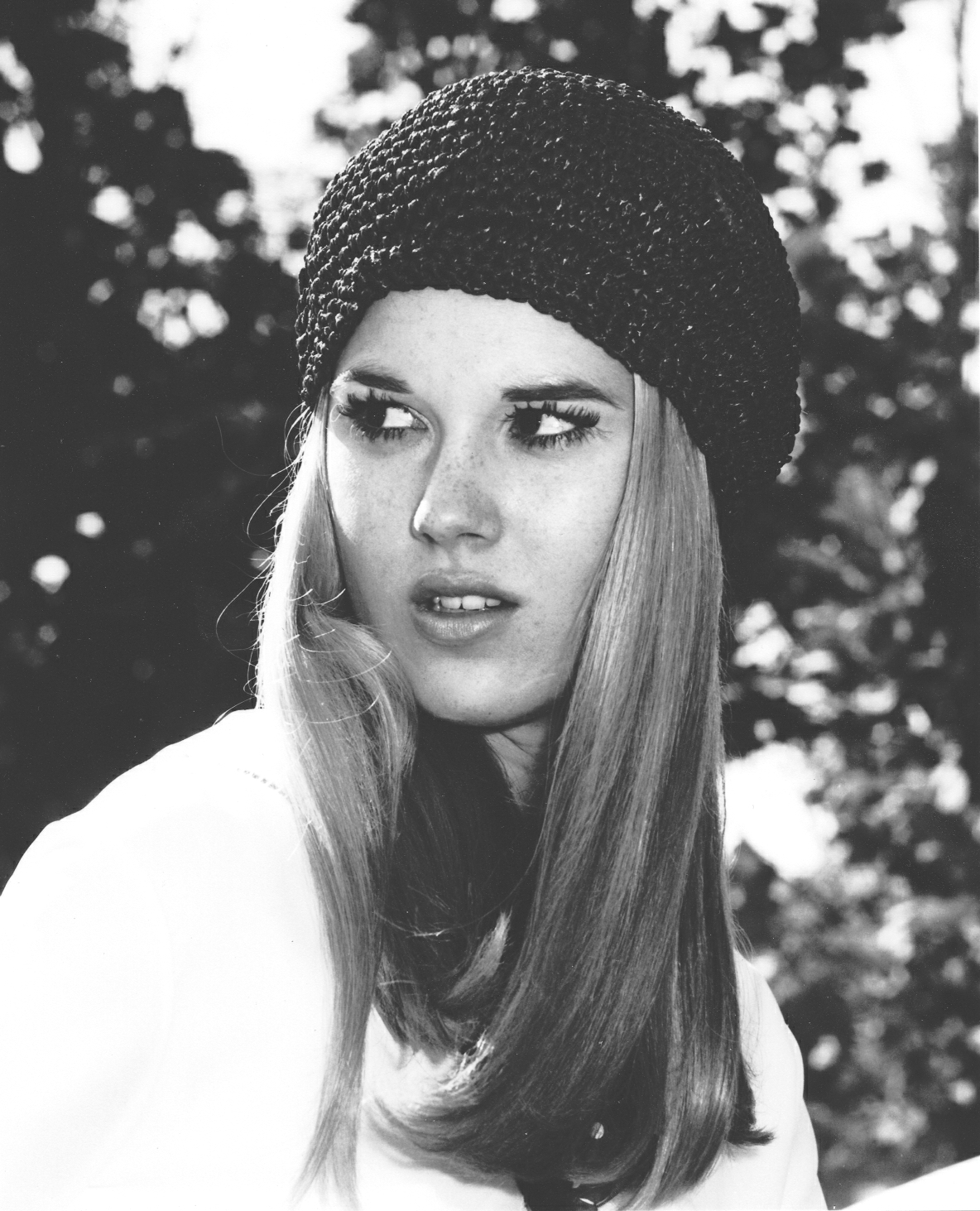
Lee Purcell nel 1970

### Cinema
- Adam at Six A.M., regia di Robert Scheerer (1970)
- Il piccolo Billy (Dirty Little Billy), regia di Stan Dragoti (1972)
- Stand Up and Be Counted, regia di Jackie Cooper (1972)
- Il potere di Satana (Necromancy), regia di Bert I. Gordon (1972)
- Kid Blue, regia di James Frawley (1973)
- A muso duro (Mr. Majestyk), regia di Richard Fleischer (1974)
- Un mercoledì da leoni (Big Wednesday), regia di John Milius (1978)
- Almost Summer, regia di Martin Davidson (1978)
- Nessuno ci può fermare (Stir Crazy), regia di Sidney Poitier (1980)
- L'aereo più pazzo del mondo... sempre più pazzo (Airplane II: The Sequel), regia di Ken Finkleman (1982)
- Doposcuola proibito (Homework), regia di James Beshears (1982)
- La fuga di Eddie Macon (Eddie Macon's Run), regia di Jeff Kanew (1983)
- La ragazza di San Diego (Valley Girl), regia di Martha Coolidge (1983)
- Space Rage, regia di Conrad E. Palmisanoy (1985)
- Movies Money Murder, regia di Stephen Eckelberry e Arthur Webb (1993)
- Dizzyland, regia di Dennis Hackin (1998)
- The Unknown, regia di Karl Kozak (2005)
- Kids vs Monsters, regia di Saeed Al Darmaki (2015)
- Carol of the Bells, regia di Joey Travolta (2019)

### Televisione

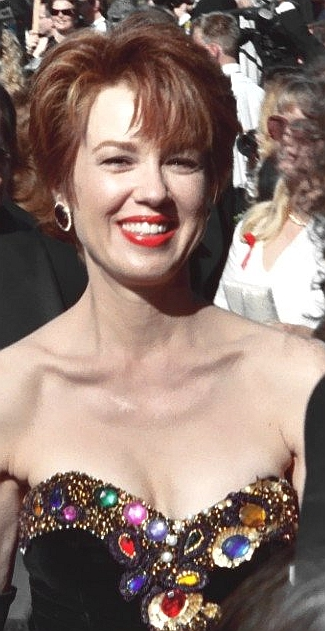
Lee Purcell ai Premi Emmy 1994

- Bracken's World - serie TV, 1 episodio (1969)
- Marcus Welby (Marcus Welby, M.D.) - serie TV, 2 episodi (1970-1972)
- Bonanza - serie TV, 1 episodio (1970)
- Giovani ribelli (The Young Rebels) - serie TV, 1 episodio (1970)
- Medical Center - serie TV, 1 episodio (1972)
- Cannon - serie TV, 1 episodio (1973)
- Dirottamento - film TV (1973)
- ABC's Wide World Mistery - serie TV, 1 episodio (1974)
- Agenzia Rockford (The Rockford Files) - serie TV, 1 episodio (1974)
- Una famiglia americana (The Waltons) - serie TV, 1 episodio (1975)
- Insight - serie TV, 3 episodi (1974-1977)
- Barnaby Jones - serie TV, 2 episodi (1975-1977)
- Hawaii Squadra Cinque Zero (Hawaii Five-O) - serie TV, 2 episodi (1976-1977)
- Jigsaw John - serie TV, 1 episodi0 (1976)
- The Amazing Howard Hughes - film TV (1977)
- Le strade di San Francisco (The Streets of San Francisco) - serie TV, 1 episodio (1977)
- Summer of Fear (Stranger in Our House) - film TV (1978)
- Murder in Music City - film TV (1979)
- Un uomo chiamato Sloane (A Man Called Sloane) - serie TV, 1 episodio (1979)
- Kenny Rogers as The Gambler - film TV (1980)
- The Secret War of Jackie's Girls - film TV (1980)
- L'orologio magico (The Girl, the Gold Watch & Dynamite) - film TV (1981)
- La morte in canoa (Killing at Hell's Gate) - film TV (1981)
- La Fenice (The Phoenix) - serie TV, 1 episodio (1982)
- Magnum, P.I. - serie TV, 1 episodio (1985)
- Hollywood Beat - serie TV, 1 episodio (1985)
- My Wicked, Wicked Ways: The Legend of Errol Flynn - film TV (1985)
- La signora in giallo (Murder, She Wrote) - serie TV, 5 episodi (1985-1994)
- Betrayed by Innocence - film TV (1986)
- Matlock - serie TV, 1 episodio (1987)
- MacGyver - serie TV, 1 episodio (1987)
- Il muro di sangue (To Heal a Nation) - film TV (1988)
- La rivincita dell'incredibile Hulk (The Incredible Hulk Returns) - film TV (1988)
- Due come noi (Jake and the Fatman) - serie TV, 1 episodio (1988)
- Simon & Simon - serie TV, 1 episodio (1989)
- Ai confini dell'aldilà (Shades of LA) - serie TV, 1 episodio (1989)
- Il lungo viaggio verso casa (Long Road Home) - film TV (1991)
- Assassinio in famiglia (Secret Sins of the Father) - film TV (1994)
- Due South - Due poliziotti a Chicago (Due South) - serie TV, 1 episodio (1995)
- Dazzle - film TV (1995)
- Beyond Belief: Fact or Fiction - serie TV, 1 episodio (1997)
- Terra promessa (Promised Land) - serie TV, 1 episodio (1998)
- Malaika - film TV (1998)
- Persone sconosciute (Persons Unknown) - serie TV, 5 episodi (2010)
- JL Ranch (J.L. Family Ranch) - film TV (2016)
- Amore al primo sguardo (Love at First Glance) - film TV (2017)
- Sick - film TV (2018)

## Riconoscimenti
- Premio Emmy
  - 1991 – Candidatura come migliore attrice protagonista in una miniserie o film televisivo per Il lungo viaggio verso casa
  - 1994 – Candidatura come migliore attrice non protagonista in una miniserie o film televisivo per Assassinio in famiglia